# Collybia luxurians
Collybia luxurians är en svampart som beskrevs av Peck 1897. Collybia luxurians ingår i släktet Collybia och familjen Tricholomataceae.   Inga underarter finns listade i Catalogue of Life.
I den svenska databasen Dyntaxa används istället namnet Gymnopus luxurians för samma taxon.  Arten har ej påträffats i Sverige.